# Sport Algés e Dafundo
O Sport Algés e Dafundo ComC • MHIH • OB • MHIP é um clube desportivo português, de perfil eclético e vocação competitiva e olímpica.

## História
Foi fundado em 19 de junho de 1915 e é titular do estatuto de utilidade pública desde 9 de novembro de 1931. Tem as suas instalações em Algés.
Para além de inúmeras participações em campeonatos europeus e mundiais, esteve representado com 47 atletas seus de natação, polo aquático, ginástica rítmica, judo e vela nas diversas edições dos Jogos Olímpicos desde 1952, com realce para Nuno Delgado, medalha de bronze nos Jogos de Sydney em 2000, a esmagadora maioria dos atletas continuou a praticar no clube ou transitou para a equipa técnica das respetivas modalidades.
Em 2006 recebeu o Troféu Anual do Comité Olímpico Internacional, atribuído pelo Comité Olímpico de Portugal.

## Instalações
Sede: Estádio Náutico Rodrigo Bessone Basto 
Dependências:
- Cinema Stadium
- Posto Náutico Valentim Delgado
- Externato

## Galardões
- Benemérito da Liga dos Combatentes da Grande Guerra
- Comendador da Ordem Militar de Nosso Senhor Jesus Cristo (5 de outubro de 1930)[2]
- Instituição de Utilidade Pública (12 de Novembro de 1931)
- Oficial da Ordem de Benemerência (29 de Julho de 1937)[2]
- Medalha de Prata do Instituto de Socorros a Náufragos
- Medalha de Ouro do Instituto de Socorros a Náufragos
- Medalha de Prata de Mérito Municipal da Câmara Municipal de Oeiras
- Medalha de Ouro da Associação de Bombeiros Voluntários de Algés
- Medalha de Serviços Distintos da Federação Portuguesa de Natação (1942)
- Troféu Olímpico concedido pelo Comité Olímpico Português (1957)
- Medalha de Bons Serviços da Câmara Municipal de Oeiras (1962)
- Medalha de Ouro dos Bombeiros Voluntários do Dafundo (1962)
- Bons Serviços Desportivos (26 de junho de 1965)
- Medalha de Mérito da Associação de Natação de Lisboa (1980)
- Medalha de Mérito Desportivo (1990)
- Membro-Honorário da Ordem do Infante D. Henrique (4 de agosto de 1990)[2]
- Medalha de Ouro de Mérito Municipal da Câmara Municipal de Oeiras (2002)
- Troféu Desporto e Comunidade concedido pelo Comité Olímpico Internacional (2007)
- Membro-Honorário da Ordem da Instrução Pública (8 de junho de 2016)[2]